# まづる凛
まづる 凛（まづる りん、11月1日 - ）は、「なかよし」の漫画家。A型。
2005年、『Cheer up 恋モード』でなかよし新人まんが賞準入選を受賞し、「なかよしラブリー」夏の号でデビュー。同期はみやび鈴、茶匡。
「ChuChu」（小学館）でこはく那音名義で再デビューした。

## 作品リスト
- Cheer up 恋モード（デビュー作）